# Curtis Fleming
Curtis Fleming (Manchester, 8 oktober 1968) is een voormalig betaald voetballer uit Ierland. Hij was een rechtsachter. Fleming speelde onder meer tien seizoenen voor het Engelse Middlesbrough en wordt beschouwd als een boegbeeld van de club uit Teesside. Hij speelde tien interlands in het Iers voetbalelftal.

## Clubcarrière
De flukse Fleming werd omschreven als een grote belofte gedurende zijn beginjaren als profvoetballer bij St. Patrick's Athletic in eigen land. Met St. Patrick's Athletic werd Fleming landskampioen van Ierland in het seizoen 1989/90. St. Patrick's Athletic won dat seizoen namelijk de League of Ireland Premier Division.
Fleming verkaste naar Engeland, waar hij voor Swindon Town tekende. Hij speelde echter geen enkele wedstrijd voor Swindon, waardoor hij terugkeerde naar St. Patrick's Athletic en daarmee Iers landskampioen werd. Het winnen van het Iers landskampioenschap was voor Fleming de voorbode van een heilzame periode van tien jaar bij Middlesbrough (1991–2001). Fleming maakte 266 maal de dienst uit voor Boro in de competitie (acht seizoenen Premier League).
Boro verloor in 1997 de finales van de League Cup tegen Leicester City en de FA Cup tegen Chelsea. Een jaar later werd de League Cup-finale andermaal verloren tegen Chelsea. Fleming was betrokken bij alle finales. Op 5 augustus 2001 organiseerde de club een testimonial voor hem tegen het Spaanse Athletic Bilbao.
Het seizoen dat volgde op zijn testimonial, of eerbetuiging, zou echter zijn laatste worden. In de loop van het seizoen (december 2001) werd Fleming bij Birmingham City gestald, waar hij zes wedstrijden speelde. Daarna verkaste hij definitief naar de Londense tweedeklasser Crystal Palace. Na 45 wedstrijden voor Palace gleed hij af naar de lagere reeksen. Fleming sloot zijn profcarrière uiteindelijk af bij Darlington (2004–2005) en het Ierse Shelbourne (2005). Fleming was toen bijna 37 jaar oud.

## Erelijst
| Competitie                         |                        |                        |
| Competitie                         | Aantal                 | Jaren                  |
| St. Patrick's Athletic             | St. Patrick's Athletic | St. Patrick's Athletic |
| ---------------------------------- | ---------------------- | ---------------------- |
| League of Ireland Premier Division | 1×                     | 1989/90                |
| Middlesbrough                      |                        |                        |
| First Division / Championship      | 1×                     | 1994/95                |